# La madre di Eurema
La madre di Eurema (Eurema's Dam) è un racconto di fantascienza dello scrittore statunitense R. A. Lafferty pubblicato nel 1972, vincitore del Premio Hugo per il miglior racconto breve.
In Italia il racconto è stato pubblicato la prima volta nel 1977 con il titolo Buono a nulla, l'anno successivo con il titolo La madre di Eurema e nel 1985 intitolato Sei miliardi di imbecilli.

## Storia editoriale
Il racconto è stato pubblicato per la prima volta nel 1972 nell'antologia New Dimensions II, aggiudicandosi l'anno successivo il Premio Hugo per il miglior racconto breve, premio vinto ex aequo con La riunione (The Meeting, 1972) scritto da Frederik Pohl e Cyril M. Kornbluth. Il risultato raggiunto dal racconto è tanto più ragguardevole in considerazione del fatto che l'antologia ha avuto, nella prima costosa edizione, una tiratura di sole seimila copie e che, nonostante questo, ha avuto abbastanza seguito tra i lettori, tanto da ricevere i voti necessari per vincere il premio.
L'opera ha inoltre vinto il Premio Seiun come miglior racconto straniero pubblicato in Giappone nel 1975.
In Italia Eurema's Dam è stato pubblicato con vari titoli: nel 1977 con il titolo Buono a nulla, nel 1978 con il titolo La madre di Eurema e nel 1985 come Sei miliardi di imbecilli.

## Trama
Albert si auto definisce "stupido": è così stupido da non riuscire a fare cose semplici e deve invece inventare macchine enormemente complesse ma efficaci per farle al posto suo. Albert, sin dalla scuola elementare non riesce ad imparare la matematica ma inventa una calcolatrice per fare complesse operazioni al posto suo. Da adulto le sue invenzioni gli hanno portato fama e fortuna. Tuttavia, anche al culmine del suo successo, Albert è ancora afflitto dalla sindrome dell'impostore e non è capace a fare le cose più semplici senza l'aiuto delle sue complicatissime invenzioni.

## Edizioni
- (EN) R. A. Lafferty, Eurema's Dam, in New Dimensions II: Eleven Original Science Fiction Stories, 1ª ed., Doubleday, dicembre 1972, ISBN 978-0-385-09141-1.
- (JA) R. A. Lafferty, 愚者の楽園, in S-F, traduzione di Itou Norio, Tokyo, 早川書房, ottobre 1974.
- (NL) R. A. Lafferty, ... en andere sf-verhalen, M=SF, n. 114, Amsterdam, Meulenhoff, 1977, ISBN 978-90-290-0824-2.
- R. A. Lafferty, Buono a nulla, in Robot, traduzione di Abramo Luraschi, n. 18, Milano, Armenia Editore, settembre 1977.
- R. A. Lafferty, Buono a nulla, in Raccolta Robot, traduzione di Abramo Luraschi, n. 7, Milano, Armenia Editore, ottobre 1978.
- R. A. Lafferty, La madre di Eurema, in Isaac Asimov (a cura di), I Premi Hugo 1955-1975, traduzione di Roberta Rambelli, Grandi Opere Nord, n. 4, Milano, Editrice Nord, novembre 1978.
- R. A. Lafferty, La madre di Eurema, in Isaac Asimov (a cura di), I Premi Hugo 1955-1975, traduzione di Roberta Rambelli, Grandi Scrittori di Fantascienza, anno I, numero 6, Milano, Euroclub, 1980.
- (DE) R. A. Lafferty, Mutter der Eingebung, in Licht des Tages, Licht des Todes, traduzione di Ronald M. Hahn, Knaur Science Fiction & Fantasy, n. 5749, Monaco di Baviera, Droemer Knaur, 1982, ISBN 978-3-426-05749-0.
- (FR) R. A. Lafferty, La mère d'Euréma, in Le livre d'or de la science-fiction: R. A. Lafferty, traduzione di Elisabeth Vonarburg, Presses Pocket - Science Fiction, n. 5187, Presses Pocket, 1984, ISBN 978-2-266-01444-1.
- R. A. Lafferty, Sei miliardi di imbecilli, in Dieci storie dell'altro mondo, traduzione di Delio Zinoni, Urania, n. 995, Milano, Mondadori, 1985.
- R. A. Lafferty, La madre di Eurema, in I Premi Hugo 1972-1973, traduzione di Roberta Rambelli, Classici Urania, n. 226, Milano, Mondadori, 1996.
- (RO) R. A. Lafferty, Fiul Euremei, traduzione di Emanuel Huţanu, Sci-Fi Magazin, n. 5, Botoșani, Mediapress, febbraio 2008.